# Zoo Lipsko
Zoo Lipsko (německy Zoo Leipzig) je zoologická zahrada severozápadně od centra německého města Lipska. Rozkládá se na ploše cca 26 ha včetně 2 ha vodních ploch. Již od roku 2000 se lipská zoo věnuje projektu „Zoo budoucnosti“ v rámci kterého se snaží zajistit zvířatům podmínky co nejvíce připomínající jejich přirozené prostředí. Do roku 2020 by měly takto být přebudovány všechny výběhy. V roce 2011 zde byl otevřen obří tropický skleník Gondwanaland a mezi další atrakce patří např. akvárium nebo chovatelský komplex pro opice Pongoland. Lipskou zoo ročně navštíví více než 1,5 milionu návštěvníků.

## Historie
Zoologickou zahradu v Lipsku založil v roce 1878 Ernest Pinkert (1844–1909) jako soukromou zoologickou zahradu vystavující exotické druhy. Až do roku 1931 se na půdě Lipské zoo vystřídalo 40 etnografických výstav, představujících nejen zvířata, ale také lidi, a zoo se tak stala jednou z proslulých lidských zoo. Roku 1897 tu byla vystavována nahá Samoanka. Zakladatel zoo Ernest Pinkert zemřel v roce 1909. Jeho nástupcem byl Johannes Gebbing, který mimo jiné nechal vystavět akvárium, které v zrekonstruované podobě slouží dodnes. Během první světové války byl stav zoo značně zchátralý, na její provoz nebyly finance. Mnoho zvířat zemřelo na podvýživu. Během druhé světové války byla zoo dočasně uzavřená. V letech 1973–1982 se zoologické zahradě dařilo a byla vystavěna řada nových pavilonů. Stavba pavilonu Pongoland byla zahájena v roce 1999.
V roce 2000 bylo veškeré financování zoo převedeno na město Lipsko. V tomtéž roce byl také zahájen projekt „Zoo budoucnosti“. Ten měl zvířatům nabídnout podmínky co nejvíc se podobající přirozenému prostředí a rozdělení zoo do tematických oblastí (Afrika, Asie, Jižní Amerika, Zahrada zakladatelů, Pongoland, Gondwanaland). Zoologická zahrada je otevřena denně od 9:00 a.m. do 6:00 p.m.

## Tematické oblasti

### Zahrada zakladatelů (Gründer Garten)

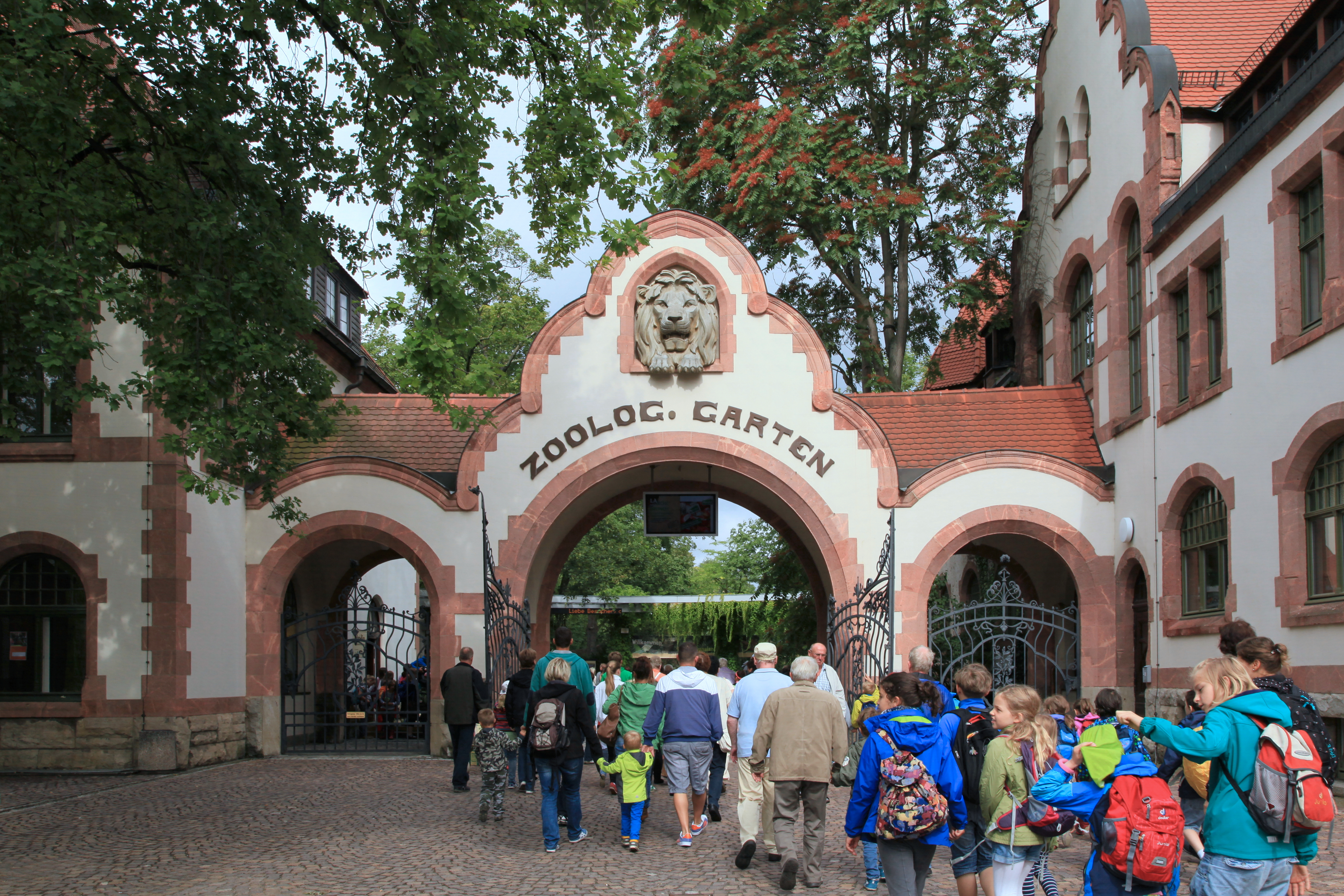
Vstup do zoo

Historická a vstupní část zoo, kde historické zrekonstruované budovy slouží jako pavilony. Nachází se tu i řada novějších expozic, jako např. Ostrovy jihoamerických opic (otevřená 2015) s lvíčky zlatými, titi rezavými a tamaríny vousatými. V historické budově z roku 1901 byl roku 2016 otevřen pavilon pro koaly medvídkovité, přičemž úprava prostor pro koaly i návštěvníky je stylizována jako les eukalyptů. Na expozici koal navazuje průchozí expozice andulek. Rovněž více než sto let staré akvárium, které bylo v letech 2019–2021 zrekonstruováno, nabízí velkou kruhovou 350hl nádrž se žraloky, rejnoky, mořskými rybami a korály. Historická část akvária ukazuje především tropické a sladkovodní ryby. Rovněž historické je i stejně staré terárium, které je nyní v rekonstrukci. Původně nabízelo ukázku mokřad národního parku Evergladesh; k vidění byli aligátoři, želvy, hadi a obojživelníci. V historické budově se rovněž nachází administrativní kanceláře a výstavní prostory. Z původního pavilonu šelem vzniklo edukativní centrum a „Discovery House“, kde je pomocí multimediálních technologií návštěvníkům  představena důležitost ochrany druhů a životního prostředí.

### Gondwanaland

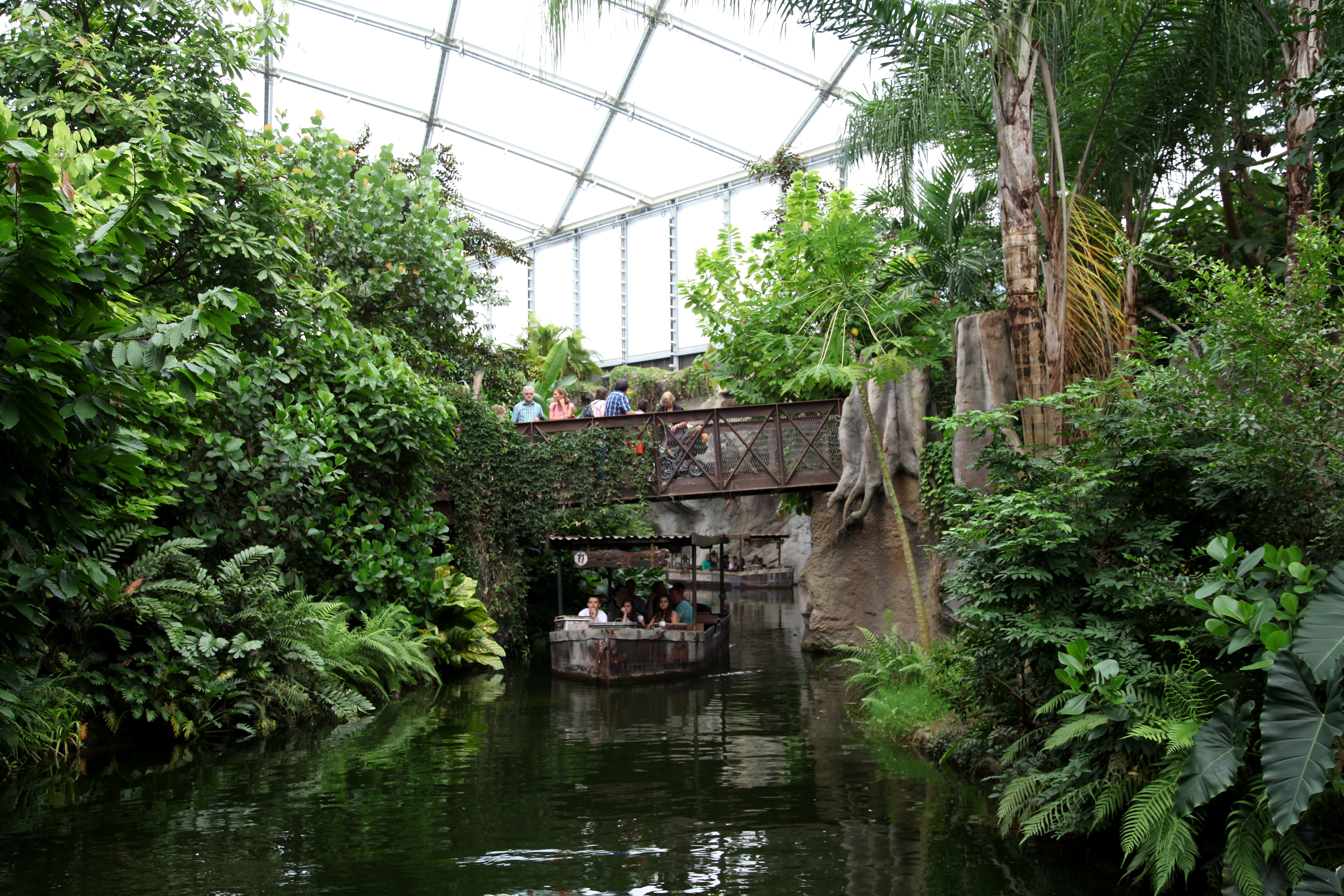
Gondwanaland

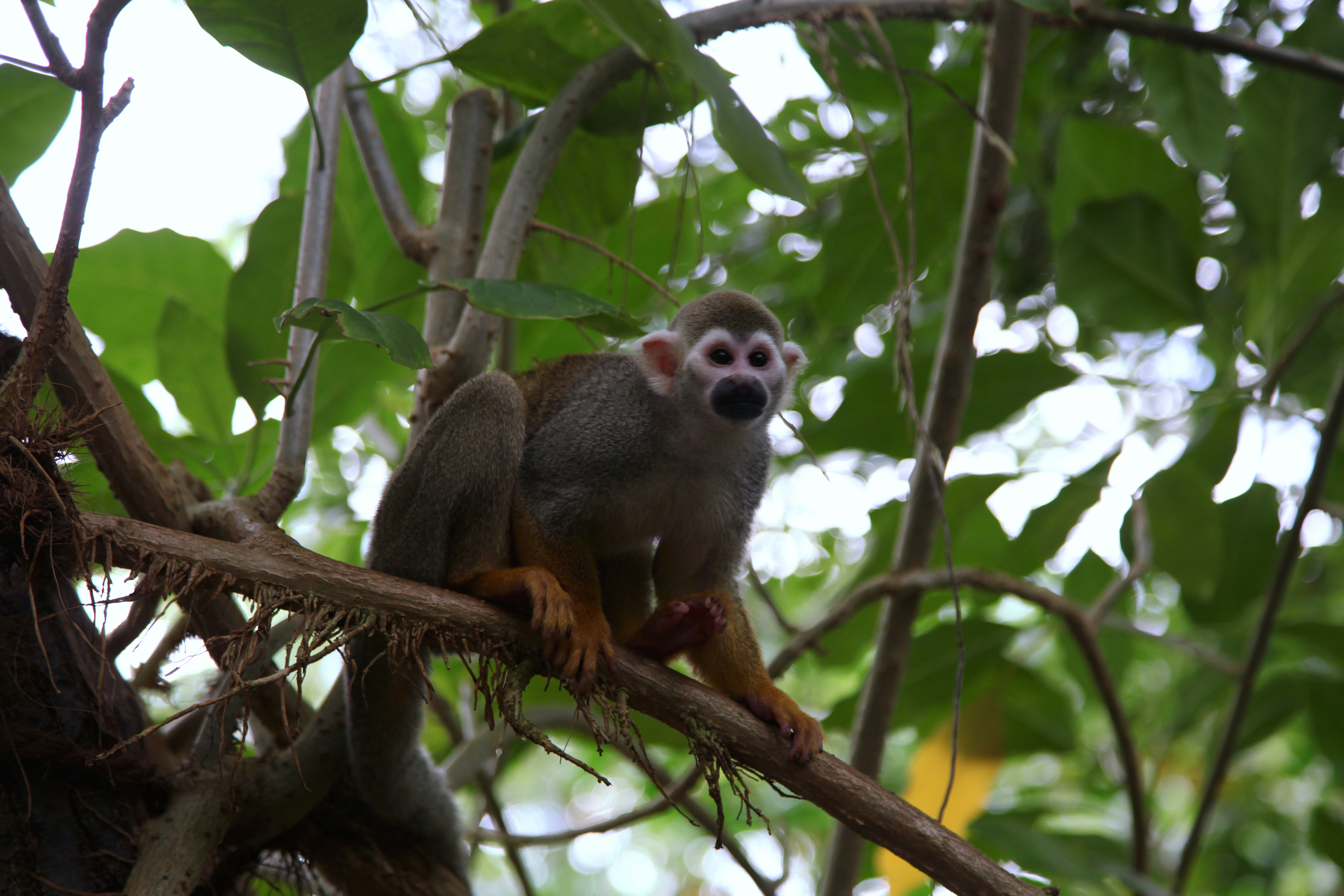
Kotul veverkovitý v Gondwanalandu

Obří tropický skleník otevřený v roce 2011 patří k hlavním atrakcím zoo. Název dostal podle subkontinentu Gondwana, ve který byly v minulosti spojené všechny kontinenty: v Gondwanalandu se totiž nachází ukázky tropické džungle Asie, Afriky a Jižní Ameriky na ploše asi dvou fotbalových hřišť. Návštěvníky prvně zavede do „kráteru sopky“, kde uvidí expozice počátků života, a poté do samotné džungle, která je plná vyhlídek, vysokých lávek a nabízí také projížďku loďkou po umělé řece Gamanile. V expozici je vysazeno více než 24 000 druhů rostlin od drobných keřů a květin po obří stromy, na kterých je pěstováno exotické ovoce. Rozdělení zvířat je dle jednotlivých kontinentů. Z jihoamerických druhů tu jsou chováni např. lenochod dvouprstý, vydra obrovská, kotul veverovitý nebo ocelot.
Z afrických druhů např. hrošík liberijský, kočkodan Dianin a kočkodan Hamlynův, lemur korunkatý nebo dikdik Kirkův. 
Z asijských druhů např. varan komodský, vydra malá,  tapír čabrakový, kočka rybářská, outloň váhavý nebo vzácny kunovec tečkovaný. Z menších druhů zvířat jsou zde k vidění různé  druhy tropických ptáku např. vodní vrubozobí, holubovití, hrabaví a zpěvavý ptáci. K vidéní jsou taky různé druhy sladkovodních ryb, plazů a obojživelníků: vodní a suchozemské želvy, leguáni, pralesničky nebo ohrožený druh krokodýla tomistoma úzkohlavá. Nechybí ani napodobenina domorodé vesnice.

### Asie (Asien)

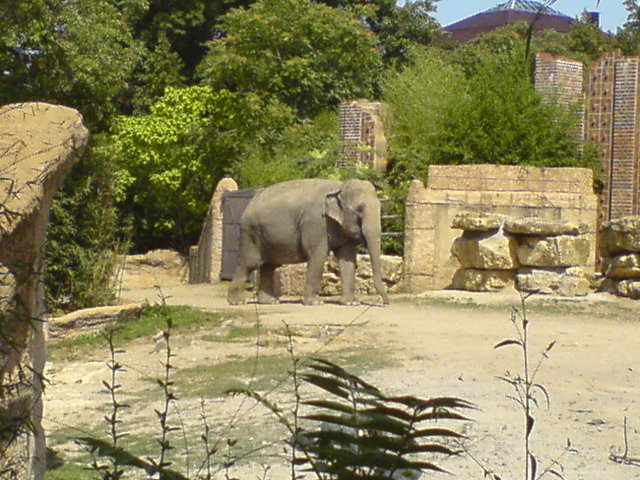
Expozice slonů indických

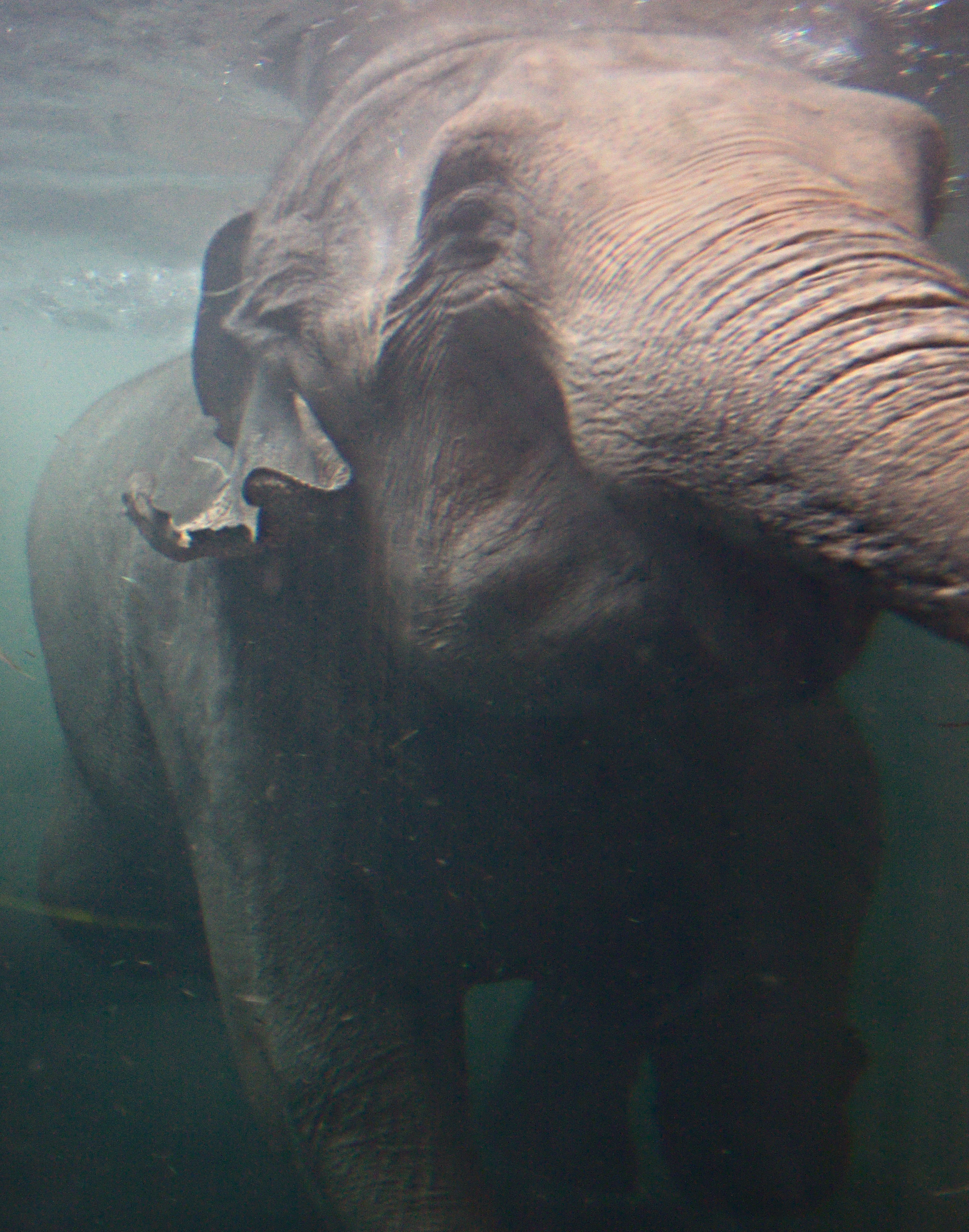
Slon při koupání v prosklené nádrži

Asijská oblast představuje zvířata ze všech koutů Asie. V Expozicích napodobující ruskou tajgu mohou návštěvníci vidět tygry sibiřské a levharty mandžuské, tygry mohou sledovat také pod vodou v prosklené nádrži. Podobná atrakce je v pavilonu slonů indických, napodobující indický chrám, kde návštěvníci mohou slony sledovat zvenku, zevnitř či při koupání v prosklené vodní nádrži v pavilonu jsou k vidění také luskouni a lori šedý. Skalnatá himálajska expozice otevřená v roce 2017, představuje levharty sněžné, muntžaky chocholaté a pandy červené. V přírodní expozici připomínajíci skalnatou roklinu jsou k vidění medvědi pyskatí a makové rhesus. Dále komplex několika prúchozích voliér pro asijské ptactvo, první voliéra je domovem ibisů skalních a supů bělohlavých a druhá jeřábů bělošíjích, ibisů nebo bažantů. Rybník pak obýva skupina pelikánů kadeřavých. Expozice ohrožených koní Převalského na jejichž záchraně Zoo Lipsko spolupracuje se Zoo Praha.
Další expozice obývají anoa nížinný, makakové lví, prasata visajánská nebo jeleni lyrorohý.
Nachází se tu také množství atrakcí pro děti.

### Pongoland

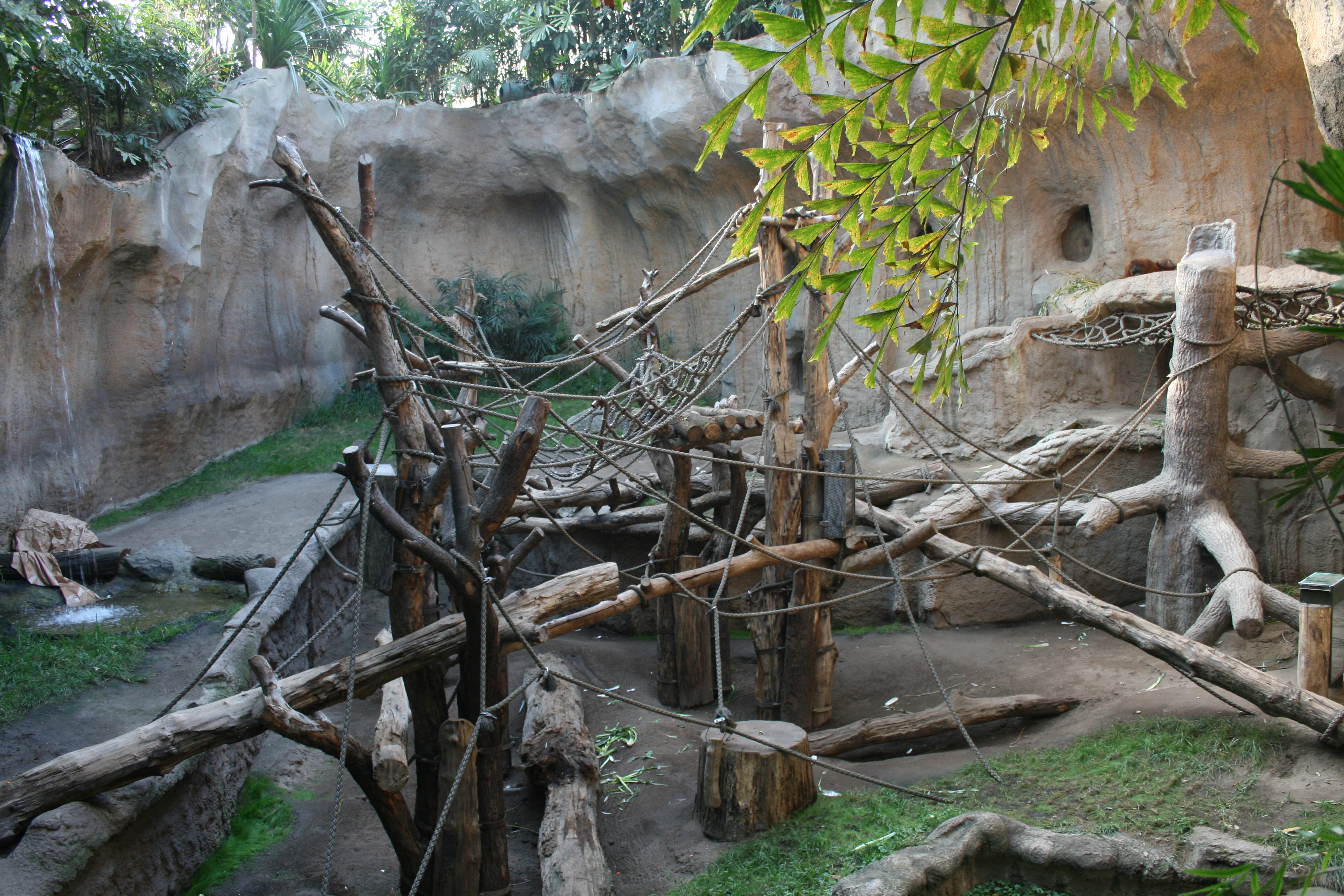
Pongoland, expozice orangutanů sumaterských

Komplex pro chov opic Pongoland představuje několik druhů primátů v přirozeném prostředí a to konkrétně pro šimpanze učenlivé, šimpanze bonobo, orangutany sumaterské a gorily nížinné. Vnitřní i venkovní expozice, upravované jako tropická džungle a jsou plné šplhadel a lan, zatímco zevnějšek pavilonu je upraven jako umělé skály. V pavilonu mimo jiné žijí volně např. ptáci turako. Pongoland slouží i jako vědecké centrum, kdy vědci denně studují chování primátů.

### Afrika

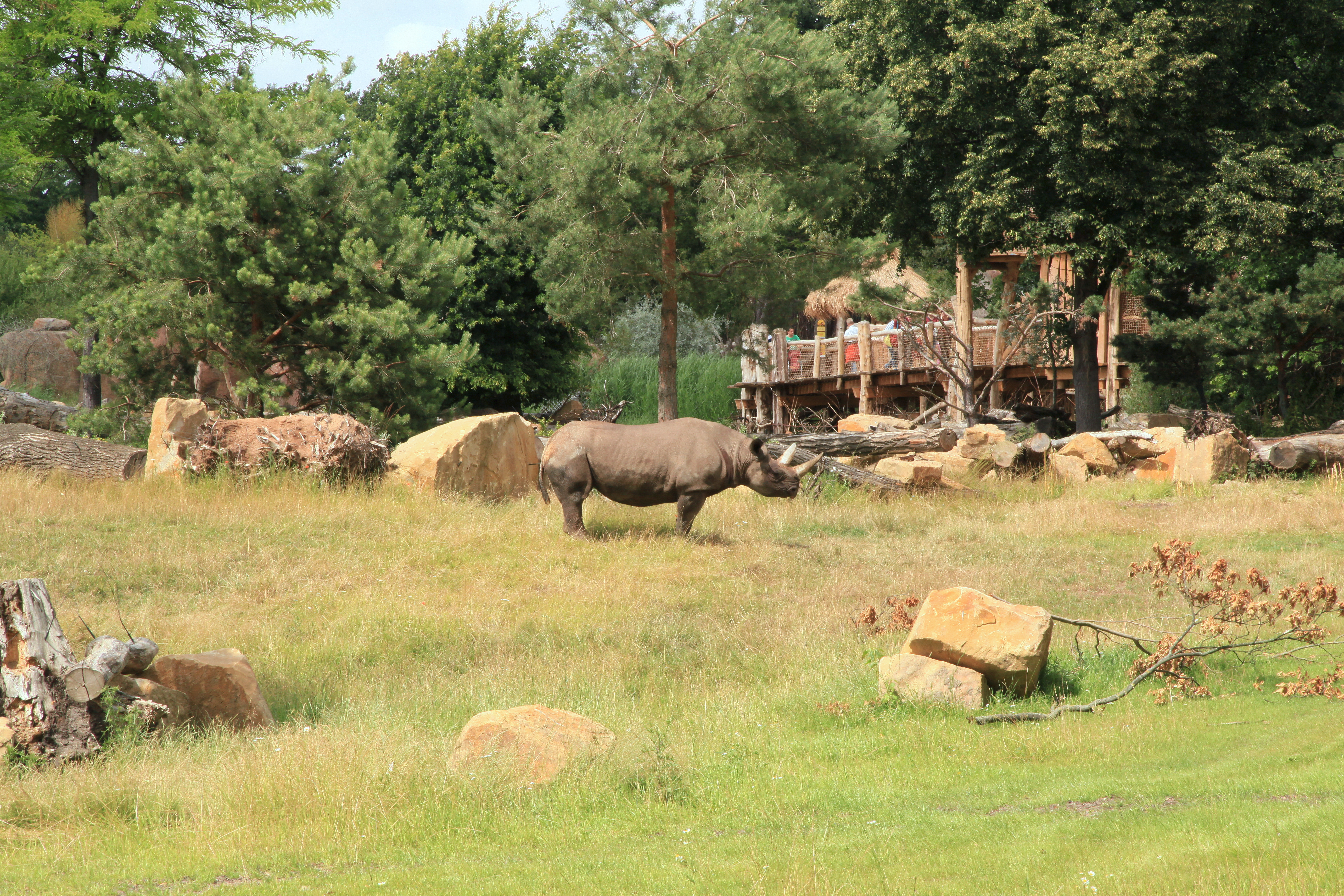
Nosorožec v Zoo Lipsko

Africká oblast v Zoo Lipsko nabízí řadu atrakcí, např. rozsáhly savanový výběh, na který mají návštevníci panoramatický výhled z vyhlídkové terasy zvané "Kiwara Lodge". Výběh obývají zástupci afrických savan: žirafy Rothschildové, zebry Grévyho, gazely Thomsonové, vodušky abok, přímorožci šavlorohý, pštrosy dvouprstí, jeřáby královský nebo plameňáci malý. Na savanový výběh navazuje expozice nosorožců dvourohých, který výběh zdílejí s gepardmi štíhlymi a kočkodanmi husarskými. Dále nechybí expozice afrických šelem, kde jsou k vidění lvi afričtí, hyeny skvrnité, surikaty nebo mangusty trpasličí. Dále menší expozice, které obývaji dikobrazi jihoafrický a jiní drobný živočichové a taky expozice pro africká domáci zvířata jako např. ovce kamerunské, kozy damarské nebo afrického domáciho skota Watusi. Populárny je výběh se vzácně chovanými Okapi.  Malý kout je tu věnován i Austrálii a to průchozí výběh klokanů rudokrkých.

### Jižní Amerika (Südamerika)
Expoziční celek Jižní Amerika dokončen v roce 2018 návštěvníkům nabízí pohled do oblastí Patagonie, jihoamerických pamp, travnatých buší nebo vodních lagún, které obývají nejrůznejší druhy zajímavých zvířat. V provozu je taky restaurace "Hacienda Las Casas", dětské hřiště a minizoo s lamami krotkými, kozičkami, králíkmi a morčatami, slepicemi a prasátky.
Pak expozice jihoamerických lagůn a rybníků kde jsou k vidění plameňáci chilský, ibisové rudí a ibisové šedokřídlý, kolpíci růžový a další vrubozobí vodní ptáci.
V expozici jihoamerických pamp a buší jsou k vidění např. lamy guanako, nandu darwinův, kapybary, tapírové jihoamerický, mravenečníci velcí, vlci hřívnatí, pekari wagnerový, mary stepní a nosálové bělohubý. V budoucnu zde vznikne i další expozice zvaná "Tierra del Fuego", která nabídne pohled do přímorských oblastí Jižní Ameriky. Nacházet se tam bude průchozí expozice s tučnákmi humboldtovými a nová expozice pro lachtany kalifornské, který v současnosti obývají jeden ze starších výběhů v asijské oblasti. Oba druhy bude také možné sledovat skrz prosklený podvodní výhled a u lachtanů přibude i tribuna pro návštěvníky, odkud je bude možné sledovat při výcviku nebo vystoupení. Přibude také nová průchozí expozice s jihoamerickými papoušky Ara.